# داش‌کرپی
داش‌کرپی (به لاتین: Dashkerpi) یک روستا در ارمنستان است که در استان شیراک واقع شده است.